# Oechul
Oechul RR: (외출) è un film diretto da Hur Jin-ho del 2005.

## Trama
In seguito ad un incidente automobilistico due amanti vanno in coma. Il problema è che i due sono entrambi sposati con altri partner: l'uno sposato con Seo-young, una casalinga, e l'altra con In-su, un tecnico delle luci nei concerti. Lentamente, nel corso di poche settimane, i due traditi vengono a conoscenza della relazione nascosta fra ciascuno dei due coniugi. Ma quello che comincia come imbarazzo e tristezza reciproci si trasforma in qualcosa di molto più importante, quando In-su e Seo-young finiscono per amarsi l'un l'altra medesimi.